# Repsimus manicatus
Repsimus manicatus är en skalbaggsart som beskrevs av Olof Peter Swartz 1817. Repsimus manicatus ingår i släktet Repsimus och familjen Rutelidae. Utöver nominatformen finns också underarten R. m. montanus.